# とても素敵なこと-初恋のフェアリーテール-
『とても素敵なこと-初恋のフェアリーテール-』（英: Beautiful Thing）は、1996年に製作されたイギリスの映画。
日本では、1997年に第6回東京国際レズビアン&ゲイ映画祭にて上映された。

## キャスト
- ジェイミー：グレン・ベリー
- サンドラ：リンダ・ヘンリー
- トニー：ベン・ダニエルズ
- ミーラ・サイアル